# Ready for the Victory
Ready for the Victory – pierwszy singel zapowiadający jedenasty album niemieckiego zespołu Modern Talking, Victory. Singel został wydany 18 lutego 2002 roku przez firmę BMG.

## Lista utworów
CD-Maxi Hansa 74321 92038 2 (BMG) / EAN 0743219203823 18.02.2002
| Nr    | Tytuł                                                      | Długość |
| ----- | ---------------------------------------------------------- | ------- |
| 1.    | Ready for the Victory (Radio Version)                      | 3:31    |
| 2.    | Ready for the Victory (Alternative Radio Version)          | 3:16    |
| 3.    | Ready for the Victory (Club Version)                       | 5:12    |
| 4.    | Ready for the Victory (Extended Version)                   | 5:27    |
| 5.    | Ready for the Victory (Alternative Radio Version Extended) | 5:15    |
| 6.    | Ready for the Victory (Instrumental)                       | 3:31    |
| Extra | Ready for the Victory (Video Version)                      | 3:31    |

## Lista przebojów (2002)
| Państwo          | Najwyższe miejsce |
| ---------------- | ----------------- |
| Niemcy           | 7                 |
| Austria          | 20                |
| Hiszpania        | 11                |
| Mołdawia         | 20                |
| Węgry            | 3                 |
| Łotwa            | 31                |
| Korea Południowa | 16                |
| Rosja            | 9                 |
| Szwajcaria       | 62                |
| Estonia          | 2                 |
| Rumunia          | 21                |

Źródło

## Autorzy
- Muzyka: Dieter Bohlen
- Autor tekstów: Dieter Bohlen
- Wokalista: Thomas Anders
- Producent: Dieter Bohlen
- Aranżacja: Dieter Bohlen
- Współproducent: Dieter Bohlen
- Remiks utworu 3: Kai Nickold